# Michael Lang
Michael Lang (født 8. februar 1991 i Egnach, Schweiz) er en schweizisk fodboldspiller (forsvarer). Han spiller for FC Basel i den schweiziske liga, hvortil han skiftede på en fri transfer i juni 2015 efter fire sæsoner i Grasshoppers.

## Landshold
Lang står (pr. juni 2014) noteret for seks kampe og én scoring for det schweiziske landshold, som han debuterede for 14. august 2013 i en venskabskamp mod Brasilien. Han var en del af den schweiziske trup til VM i 2014 i Brasilien, EM i 2016 i Frankrig og VM i 2018 i Rusland.